# 末松謙澄

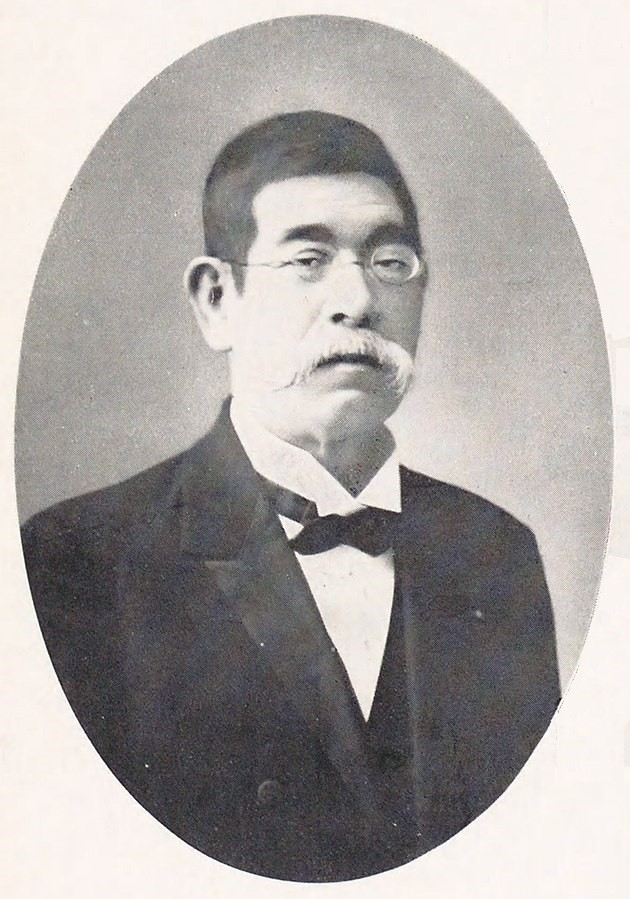
末松謙澄

末松 謙澄（すえまつ けんちょう、安政2年8月20日〈1855年9月30日〉 - 大正9年〈1920年〉10月5日）は、日本の明治から大正期のジャーナリスト・政治家・歴史家。正二位勲一等子爵。帝国学士院会員。幼名は千松（または線松）、号は青萍。

## 生涯
豊前国京都郡前田村（現・福岡県行橋市前田）に大庄屋役末松房澄と伸子の4男として生まれる。慶応元年（1865年）より地元の碩学村上仏山の私塾水哉園にて漢学・国学を学んだ。慶応2年（1866年）の第二次長州征討（小倉戦争）時には、末松家は戦火で焼け出された。
明治4年（1871年）に上京、佐々木高行宅の書生となり、佐々木の娘・静衛がグイド・フルベッキの娘に英語を教わっていた縁で、フルベッキ家に居候していた高橋是清と親交を結んだ。高橋から英語を教わる代わりに漢学教授を引き受けるなど互いに勉学に励み、明治5年（1872年）に東京師範学校（東京教育大学、筑波大学の前身）へ入学した。しかし学校生活に不満を感じて同年中に中退。高橋と協力して外国新聞の翻訳で生計を立てつつ東京日日新聞社へ記事を売り込み、明治7年（1874年）に同社記者となり、笹波萍二のペンネームで社説を執筆。同時期にアメリカ合衆国に留学していた箕作佳吉の記事を東京日日新聞に掲載させたという。
明治8年（1875年）、社長・福地源一郎の仲介で伊藤博文の知遇を得て正院御用掛として出仕、同年の江華島事件による李氏朝鮮との交渉を任された黒田清隆に随行、日朝修好条規の起草に参画した。明治9年（1876年）に工部省権少丞に任ぜられたが、明治10年（1877年）に西南戦争が勃発すると陸軍省出仕に転じ、山縣有朋の秘書官として九州へ従軍、9月に西郷隆盛宛の降伏勧告状を起草した。同年太政官権少書記官となるが、翌明治11年（1878年）に英国留学を命じられ、駐在日本公使館付一等書記官見習として2月10日出航、4月1日ロンドンに到着した。
英国滞在中はユニヴァーシティ・カレッジ・ロンドンで学ぶ傍ら、しばらく公使館に勤務したが、歴史研究に専念するため明治13年（1880年）12月に依願免官、明治14年（1881年）10月からケンブリッジ大学セント・ジョンズ・カレッジへ入学し、法学部を専攻した（箕作佳吉の兄菊池大麓の紹介があったとされる）。留学中はラテン語・ギリシャ語が課題の試験勉強に苦しみ、留学費用を賄うため三井財閥からの借金と前田利武の家庭教師代で学生生活をしのいだ。明治17年（1884年）5月に法律の試験に合格、12月に法学士号を取得して卒業した。この間、文筆活動もめざましく、明治12年（1879年）に義経=ジンギスカン説を唱える論文 The identity of the great conqueror Genghis Khan with the Japanese hero Yoshitsuné を出版（6年後、慶応義塾生・内田弥八による和訳『義経再興記』が日本で出版されベストセラーとなる）。また明治15年（1882年）には「源氏物語」を初めて英訳し、英国詩人の詩を多数邦訳した。
第1次伊藤内閣・鹿鳴館時代の明治19年（1886年）に日本へ帰国、伊藤の意向を受けて歌舞伎の近代化のため福地源一郎・外山正一と共に演劇改良運動を興し、明治天皇の歌舞伎見物（天覧歌舞伎）を実現させた。明治21年（1888年）に法学修士号を取得、同年から2年がかりでバーサ・クレイの『ドラ＝ソーン』を翻訳、『谷間の姫百合』と題して発表。明治22年（1889年）4月に伊藤の次女・生子と結婚。この間文部省参事官、内務省参事官、内務省県治局長を歴任、明治23年（1890年）の第1回衆議院議員総選挙で福岡県から出馬し当選、衆議院議員となり政界入りした。大成会、中央交渉会に属し、政府寄りの立場を取った。
明治25年（1892年）に第2次伊藤内閣が成立すると伊藤の引き立てで法制局長官に就任、在任中の明治28年（1895年）に男爵に叙せられ、翌明治29年（1896年）6月25日に補欠選挙の互選で貴族院議員となった。同年に法制局長官を辞任するも明治31年（1898年）の第3次伊藤内閣で逓信大臣になり、明治33年（1900年）に伊藤が創立した立憲政友会へ入会、同年成立の第4次伊藤内閣の内務大臣を務めた。辞任後は明治29年から毛利氏および家政を統括していた井上馨の依頼で、長州藩に関する毛利氏の歴史編纂事業を開始したが、他藩出身であったことと山路愛山・笹川臨風・堺利彦・斎藤清太郎ら新規採用組も同様であったため、長州藩出身者から疎まれ、井上に更迭された前総裁宍戸璣が人事の不満を暴露した記事が新聞に掲載されるなどして、編纂事業は凍結、日露戦争開始による新たな任務遂行のため一時中断された。
明治37年（1904年）からの日露戦争時には、伊藤を含めた政府・元老らから、日本の対ヨーロッパの立場説明、好意的世論の形成、および黄禍論拡大防止を含む日本への悪感情緩和の広報活動を命じられた。宣戦布告した2月10日にカナダ・アメリカ経由で渡欧（2月24日に伊藤から同様の命令を受けた金子堅太郎が渡米）、3月に英国に到着すると広報活動を開始、英国・フランスを主として戦争に対する日本の弁護、偏見に対する反論演説を展開した。明治38年（1905年）には黄禍論の沈静化を政府に打電しつつ、なおもヨーロッパに留まり新聞取材や演説・論文寄稿などを続け、明治39年（1906年）1月にフランスを出発して2月に帰国、海外の功績を認められ3月3日に枢密顧問官に任じられ、同月19日、貴族院議員を辞職。翌明治40年（1907年）に子爵に昇叙、帝国学士院会員にも選ばれた。
明治44年（1911年）、中断していた毛利氏歴史編纂事業が、明治維新全体の歴史を纏めた一級資料『防長回天史』として初版脱稿。ローマ法の研究にも傾倒し、大正2年（1913年）に『ユスチニアーヌス帝欽定羅馬法提要』、同4年（1915年）に『ガーイウス羅馬法解説』『ウルピアーヌス羅馬法範』を翻訳・刊行した。大正9年（1920年）9月に『防長回天史』修訂版を脱稿するが、10月5日、全世界で大流行していたスペインかぜに罹患したことが原因で死去。享年65。子が無かったため、甥の春彦が爵位を継いだ。
墓所は東京都品川区南品川4丁目の清光院、法名は蓮性院殿古香青萍大居士。

## 栄典
位階
- 1876年（明治9年）6月3日 - 正七位[9]
- 1886年（明治19年）7月8日 - 従五位[10]
- 1890年（明治23年）7月11日 - 従四位[11]
- 1898年（明治31年）2月14日 - 正三位[12]
- 1912年（明治45年）3月20日 - 従二位[13]
- 1920年（大正9年）10月6日 - 正二位[14]

勲章等
- 1889年（明治22年）11月29日 - 大日本帝国憲法発布記念章[15]
- 1890年（明治23年）6月30日 - 勲五等瑞宝章[16]
- 1893年（明治26年）12月28日 - 勲四等瑞宝章[17]
- 1895年（明治28年）
  - 10月31日 - 男爵・勲三等旭日中綬章[18]
  - 11月18日 - 明治二十七八年従軍記章[19]
- 1906年（明治39年）4月1日 - 勲一等旭日大綬章[20]
- 1907年（明治40年）9月23日 - 子爵[21]
- 1915年（大正4年）11月10日 - 大礼記念章（大正）[22]
- 1920年（大正9年）10月6日 - 旭日桐花大綬章[14]

## 親族
- 父：末松房澄（1879没・享年60） - 通称七右衛門、号は臥雲。18歳で庄屋役、安政元年に郡中諸帳面吟味役、同2年より京都郡久保黒田両手永大庄屋役を務め、村役人として治水灌漑事業を指導、新田開発に貢献[1]。子は6男4女。
- 長兄：末松房泰（1841-1920） - 衆議院書記官、1900年の編著『冠詞例歌集』附録に「末松臥雲先生経歴」収録。
- 妻：生子（1868-1934） - 初代内閣総理大臣伊藤博文の次女
- 養子：春彦（1896-1977） - 甥、弟凱平の次男
- 養女：澤子（1899-1942） - 義妹、伊藤博文の庶子で生子の異母妹。会津藩出身の工学者大竹多気の長男虎雄に嫁ぐ[23]。虎雄は大蔵官僚で会津会会員。
- 末松謙一（元さくら銀行頭取） - 大甥（謙澄の弟の孫）

## 伝記
- 玉江彦太郎『青萍・末松謙澄の生涯』葦書房、1985年
- 玉江彦太郎『若き日の末松謙澄　在英通信』海鳥社、1992年。ISBN 4874150071